# Степной волк (фильм)
«Степной волк» (англ. Steppenwolf, итал. Lupo della steppa) — художественный фильм 1974 года совместного производства США и Швейцарии, фильм-притча, снятый режиссёром Фредом Хайнсом. Фильм создан на основе известного романа Германа Гессе «Степной волк» (нем. Der Steppenwolf).
В центре фильма находятся душевные переживания одинокого пожилого человека, которые были близки самому Герману Гессе, а также такое явление как мещанство и противостояние богемы и обывателей. В фильме использованы особые визуальные спецэффекты, которые были ультрасовременными в момент выхода фильма в 1974 году.
Главные роли в этом фильме исполнили Макс фон Сюдов, Доминик Санда, Пьер Клеманти, Рой Босьер и Карла Романелли. Премьера фильма состоялась 18 декабря 1974 года в США в Нью-Йорке.

## Сюжет
Главный герой фильма — Гарри Галлер, одинокий уже стареющий человек — ему исполнилось 50 лет. Он живёт один без семьи, ему как степному волку она не нужна. Он презирает мещанство, но с другой стороны ему волей-неволей приходится использовать все прелести мещанской жизни — деньги, одежду, а иногда и развлечения.
Гарри страдает своеобразным раздвоением личности. Он борется с самим собой, считая себя сверхличностью и боясь скатиться к мещанству. В этой борьбе он почти доходит до самоубийства. Его спасает девушка Гермина, с которой он знакомится. Она начинает лечить его тем, чем она живёт сама, она приобщает его к удовольствиям жизни, к богеме. Гарри другим не становится, но общение с Герминой поддерживает его.

## В ролях
- Макс фон Зюдов — Гарри Галлер
- Доминик Санда — Гермина
- Пьер Клеманти — Пабло
- Карла Романелли — Мария
- Рой Босьер — Ацтек
- Нильс-Петер Рудольф — Густав
- Альфред Байллоу — Геоте
- Ренье, Шарль — Лёринг
- Гельмут Фёрнбахер — Франц
- Эдуард Линкерс — господин Хефт
- Хелен Гессе — госпожа Хефт
- Сильвия Райзе — Дора
- Суньи Меллес — Роза

## Съёмочная группа
- Произведение: Герман Гессе
- Автор сценария: Фред Хайнс
- Режиссёр: Фред Хайнс
- Продюсер: Мелвин Фишман и Ричард Херланд
- Оператор: Томислав Пинтер
- Композитор: Джордж Грунтц
- Художник: Лео Карен
- Костюмы: Элзе Хекман
- Монтаж: Ирвинг Лернер

## Другие названия
- Lupo della steppa